# Mutzig
Mutzig település Franciaországban, Bas-Rhin megyében. Lakosainak száma 6101 fő (2022. január 1.). Mutzig Dangolsheim, Dinsheim-sur-Bruche, Dorlisheim, Gresswiller, Molsheim, Rosenwiller és Soultz-les-Bains községekkel határos.

## Népesség
A település népességének változása:
| Lakosok száma | 5864 | 5926 | 6046 | 6011 | 6042 | 6063 | 6083 | 6094 | 6101 |
|               | 2013 | 2015 | 2016 | 2017 | 2018 | 2019 | 2020 | 2021 | 2022 |